# NGC 3032
NGC 3032 é uma galáxia lenticular (SB0) localizada na direcção da constelação de Leo. Possui uma declinação de +29° 14' 12" e uma ascensão recta de 9 horas, 52 minutos e 08,1 segundos.
A galáxia NGC 3032 foi descoberta em 24 de Dezembro de 1827 por John Herschel.